# 哈蘭朮
哈蘭朮，元朝军事人物，蒙古氏，直脱儿的儿子。
哈蘭朮袭职涿州路达鲁花赤，佩虎符。李璮叛乱，忽必烈命哈蘭朮领诸万户为监战达鲁花赤进行讨伐。有功，授解万户翼监战领军。转任益都路蒙古万户，监战密州，在军中去世。从子忽剌出袭职。